# John Chambers (truccatore)
John Chambers (Chicago, 12 settembre 1922 – Woodland Hills, 25 agosto 2001) è stato un truccatore statunitense.
Famoso make-up artist sia per il cinema che per la televisione, vincitore di un premio Oscar onorario nel 1968 per il suo straordinario risultato come truccatore de Il pianeta delle scimmie. È conosciuto per aver creato le orecchie a punta di Spock in Star Trek.
Chambers fu insignito dalla CIA dell'Intelligence Medal of Merit per il suo contributo all'operazione Canadian Caper, in cui furono salvati sei americani fuggiti dall'ambasciata durante l'assalto iraniano che portò alla crisi degli ostaggi del 1979; l'episodio fu alla base del film Argo, che vinse nel 2013 l'Oscar come miglior film, dove la sua parte fu interpretata dall'attore John Goodman.

## Biografia
Durante la Seconda Guerra Mondiale lavorò come tecnico sanitario, costruendo riparazioni al volto e protesi artificiali per i reduci all'ospedale del Dipartimento degli Affari dei Veterani degli Stati Uniti d'America a Hines, in Illinois.
Nel 1953 entrò all'NBC, il network statunitense nel quale lavorò per sei anni come truccatore in molti spettacoli in diretta televisiva. Il suo primo lavoro al cinema fu Il giro del mondo in 80 giorni, quindi passò dalla United Artists alla Universal Pictures. Fu notato per il suo lavoro in I cinque volti dell'assassino nel quale si invitava il pubblico ad indovinare quali attori famosi si celassero sotto il suo makeup. Chambers lavorò anche alle serie televisive I mostri e The Outer Limits.
Il suo lavoro fu conosciuto e apprezzato il tutto il mondo dopo i film della serie Il pianeta delle scimmie, per il quale vinse uno speciale premio Oscar. Chambers lavorò all'episodio pilota di Missione Impossibile e creò le orecchie a punta di Leonard Nimoy nella prima serie televisiva di Star Trek.
Per il suo lavoro nel campo della cinematografia, Chambers ebbe una "stella" nell'Hollywood Walk of Fame, la prima mai data ad un truccatore.
John Chambers ottenne anche la più alta onorificenza civile dalla CIA, grazie all'aiuto prestato all'organizzazione per numerose trasformazioni (alcuni dei suoi lavori sono esposti al Museo internazionale delle spie a Washington). Chambers ha anche allestito, unitamente all'agente della CIA Tony Mendez, la storia che funse da copertura per la liberazione degli ostaggi statunitensi in Iran nel 1981: la finta copertura di una troupe, che doveva recarsi in Iran per girare un film di fantascienza, permise il salvataggio di sei membri del personale dell'ambasciata statunitense, sfuggiti ai militanti iraniani nel novembre del 1979 e nascostisi nell'ambasciata canadese (nel film del 2012 Argo, ispirato a quest'episodio, Chambers è stato interpretato da John Goodman).
Chambers è stato accusato da John Landis di aver creato il costume del Sasquatch nel filmato amatoriale che Roger Patterson girò nel 1967, ruolo che ha sempre smentito.

## Riconoscimenti
L'anno si riferisce all'anno della cerimonia di premiazione.
- Premio Oscar
  - 1969 – Oscar onorario per il suo straordinario risultato come truccatore de Il pianeta delle scimmie
- Saturn Award
  - 1978 – Miglior trucco per L'isola del dottor Moreau (The Island of Dr. Moreau)

Nel 1960 entra nella Hollywood Walk of Fame per le sue innovazioni nel trucco; fu il primo make-up artist a riceverla.

## Filmografia

### Cinema
- Il giro del mondo in 80 giorni (1956)
- I cinque volti dell'assassino (1963)
- Agente spaziale K-1 (1965)
- Il pianeta delle scimmie (1968)
- Un uomo chiamato Cavallo (1970)
- Kobra (1973)
- L'isola del dottor Moreau (1977)

### Televisione
- Shirley Temple Theatre  (1960–61)
- The Outer Limits (1963)
- I mostri (1964)
- Star Trek (1966)
- Missione Impossibile (1966)
- Lost in Space (1967-1968)
- La bella e la bestia (1976)